# Scelio ovivorus
Scelio ovivorus är en stekelart som först beskrevs av Riley 1878.  Scelio ovivorus ingår i släktet Scelio och familjen Scelionidae. Inga underarter finns listade i Catalogue of Life.